# Карл-Гайнц Кербель
Карл-Гайнц Кербель (нім. Karl-Heinz Körbel, нар. 1 грудня 1954, Доссенгайм) — німецький футболіст, захисник клубу «Айнтрахт». По завершенні ігрової кар'єри — тренер.
Відомий насамперед як рекордсмен найвищого футбольного дивізіону Німеччини за кількістю проведених ігор — 602, причому встановив цей рекорд граючи за єдину команду — франкфуртський «Айнтрахт». Грав за національну збірну Німеччини.

## Клубна кар'єра
Народився 1 грудня 1954 року в місті Доссенгайм. Вихованець футбольної школи місцевого однойменного клубу.
1972 року 17-річний юнак перейшов до франкфуртського «Айнтрахта», кольори якого й захищав незмінно до 1991 року. Став прикладом футбольного довголіття, тим більше як для польового гравця, — грав на найвищому рівні до 37 років, при цьому залишаючись гравцем основного складу. Зокрема, у своєму останньому сезоні 1990/91 пропустив лише одну гру в Бундеслізі. Загалом за 19 сезонів, проведених у найвищому німецькому дивізіоні, взяв участь у 602 іграх, встановивши рекорд цього змагання.

## Виступи за збірну
1974 року дебютував в офіційних матчах у складі національної збірної Німеччини, протягом двох років зіграв у 6 матчах, після чого до її лав більше не залучався.

## Кар'єра тренера
Завершивши ігрову кар'єру у статусі живої легенди «Айнтрахта», залишився у структурі клубу, займаючи різні тренерські посади. 1994 року після відставки Клауса Топпмеллера деякий час виконував обов'язки головного тренера франкфуртської команди. За рік, у 1995, коли команду залишив її наступний наставник Юпп Гайнкес, Кербеля було призначено вже повноцінним головним тренером «Айнтрахта». Проте залишив посаду вже після завершення сезону 1995/96, за результатами якого франкфуртський клуб уперше в своїй історії втратив місце у Бундеслізі, одним із засновників якої він був 1963 року.
В наступному ще двічі пробував свої сили як головний тренер професійних команд — протягом 1996–1997 років працював з «Любеком», а з 1997 по 1998 рік тренував команду клубу «Цвікау».
Згодом повернувся до «Айнтрахта», де зосередився на роботі в академії, яку поєднав з посадою у раді директорів клубу.

## Титули і досягнення
- Володар Кубка Німеччини (4):

«Айнтрахт»: 1973-1974, 1974-1975, 1980-1981, 1987-1988
- Володар Кубка УЄФА (1):

«Айнтрахт»: 1979-1980